# میگل د مولینا
میگل دِ مولینا (اسپانیایی: Miguel de Molina‎؛ ۱۰ آوریل ۱۹۰۸–۴ مارس ۱۹۹۳) خواننده و بازیگر اهل اسپانیا بود..
میگل در دوران دیکتاتوری ژنرال فرانکو به اتهامِ طرفداری از نیروهای جمهوری‌خواه و همچنین همجنس‌گرایی، دستگیر و شکنجه شد و سپس به آرژانتین تبعید شد. او حتی در تبعید هم، از آزار و اذیتِ مأموران حکومتیِ فرانکو مصون نبود و در سال ۱۹۴۲ میلادی، با فشار سفارتِ اسپانیا، مجبور به ترک خاکِ آرژانتین شد و به مکزیک پناه برد و سال‌ها بعد، با دعوت رسمی اوا پرون مجدداً به آرژانتین بازگشت. میگل در دوران تبعید خود، تمایلی با مصاحبه با خبرنگاران کشور اسپانیا نداشت.
او در سال ۱۹۹۲ میلادی، «نشان شوالیهٔ ایسابلای کاتولیک» را از دولت اسپانیا دریافت داشت.